# Gmina Trzin
Trzin – gmina w Słowenii. W 2010 roku liczyła 3776 mieszkańców.

## Miejscowości
Miejscowości wchodzące w skład gminy Trzin:
- Trzin – siedziba gminy.